# A zori zdes tikhije...
A zori zdes tikhije... (russisk: А зори здесь тихие…) er en russisk spillefilm fra 2015 af Renat Davletjarov.

## Medvirkende
- Pjotr Fjodorov — Fedot Jevgrafovitj Vaskov
- Anastasija Mikultjina — Rita Osjanina
- Jevgenija Malakhova — Zjenja Komelkova
- Agnija Kuznetsova — Sonja Gurvitj
- Sofia Lebedeva — Liza Britjkina